# Ebebiyín
Ebebiyín je grad u kontinentalnoj Ekvatorskoj Gvineji, glavni grad pokrajine Kié-Ntem. Nalazi se na sjeveroistoku države, na tromeđi Kamerun-Ekvatorska Gvineja-Gabon. Sjedište je rimokatoličke biskupije.
Krajnja je točka tri glavna prometna pravca, iz Bate, kamerunskog Yaoundéa te iz središnjeg Gabona.
Prema popisu iz 1994. godine, Ebebiyín je imao 8.075 stanovnika.